# Paranemertes neesii
Paranemertes neesii är en djurart som tillhör fylumet slemmaskar, och som först beskrevs av Ørsted 1843.  Paranemertes neesii ingår i släktet Paranemertes och familjen Emplectonematidae. Inga underarter finns listade i Catalogue of Life.